# 藤原是行
藤原 是行（ふじわら の これゆき/これつら）は、平安時代前期の貴族。藤原南家巨勢麻呂流、春宮亮・藤原三成の子。官位は従四位下・武蔵守。

## 経歴
中宮少進を経て、貞観5年（863年）従五位下・備前介に叙任される。翌貞観6年（864年）相模介に転じる。
貞観11年（869年）刑部少輔に任ぜられて京官に復するが、翌貞観12年（870年）には美濃介に補せられ再び地方官に転ずる。のち、丹波介・同国守を経て、仁和2年（886年）正五位下・肥後守に叙任されるなど地方官を歴任した。
宇多朝以降、従四位下・武蔵守に叙任されている。

## 官歴
注記のないものは『日本三代実録』による。
- 時期不詳：正六位上。中宮少進
- 貞観5年（863年）正月7日：従五位下。2月10日：備前介
- 貞観6年（864年）正月16日：相模介
- 貞観11年（869年）2月16日：刑部少輔
- 貞観12年（870年）正月25日：美濃介
- 時期不詳：従五位上。丹波介。
- 元慶2年（878年）4月2日：次侍従。8月14日：丹波守
- 仁和2年（886年）6月19日：肥後守。9月4日：正五位下
- 時期不詳：従四位下[1]。武蔵守[1]

## 系譜
『尊卑分脈』による。
- 父：藤原三成
- 母：淡海清方の娘
- 生母不詳の子女
  - 男子：藤原時善